# Bandidos (serie televisiva)
Bandidos è una serie televisiva messicana-statunitense diretta da Adrian Grünberg e Javier Ruiz Caldera, prodotta da Stacy Perskie, scritta da Pablo Tébar e interpretata da Ester Expósito, Alfonso Dosal, Juan Pablo Medina, Mabel Cadena, Andrés Baida, Andrea Chaparro, Luis Gerardo Méndez, Sarah Nichols, Nicolás Furtado, Bruno Bichir e Lindsay Rodríguez Canul.
La produzione della serie è iniziata nel marzo 2023, con riprese principalmente nello Yucatán e a Hidalgo, in Messico, oltre che in Guatemala e Spagna. La storia è ispirata a un gruppo di banditi peruviani che, secondo la leggenda, persero la vita nel tentativo di trovare la mitica città perduta di El Dorado: César Ruiz "Orion", Julio Pérez "Chulo" e l'unico sopravvissuto, Bryan Requejo "Condor". La serie è stata rilasciata il 13 marzo 2024 sulla piattaforma Netflix.
Il 24 marzo 2024 è stato confermato che la serie avrà una seconda stagione. A novembre, Netflix ha annunciato che la seconda stagione verrà rilasciata il 3 gennaio 2025.

## Trama
Miguel e la sua complice Lilí si uniscono a un gruppo di banditi che cercano di recuperare il tesoro di una tomba sottomarina appartenente a un galeone spagnolo affondato nel Golfo del Messico durante la Guerra d'Indipendenza. Tuttavia, non saranno gli unici a voler mettere le mani su questo preziosissimo bottino.

## Episodi
| Stagione         | Episodi | Pubblicazione Italia |
| ---------------- | ------- | -------------------- |
| Prima stagione   | 7       | 23 marzo 2024        |
| Seconda stagione | 7       | 3 gennaio 2025       |

## Cast
- Ester Expósito: Liliana "Lilí" Gómez Espinoza, Carlota Muñoz Hernández
- Alfonso Dosal: Miguel Morales
- Juan Pablo Medina: Wilson Morales
- Mabel Cadena: Inés Reyes Santiago
- Nicolás Furtado: Octavio
- Juan Pablo Fuentes: Lucas Montessori Capitàn
- Andrés Baida: Ariel